# Flèche Ardennaise 2021
Flèche Ardennaise 2021 skulle have været den 55. udgave af det belgiske cykelløb Flèche Ardennaise. Linjeløbet skulle køres den 9. maj 2021 med start og mål i Stavelot i provinsen Liège, men den 5. maj blev løbet aflyst af Fédération Cycliste Wallonie Bruxelles. Det skete af hensyn til coronaviruspandemien. Løbet skulle være en del af UCI Europe Tour 2021. Den oprindelige 55. udgave blev i 2020 også aflyst på grund af coronaviruspandemien.